# Роберт Фрай Енґл
Роберт Фрай Енґл ІІІ (народився 10 листопада 1942 року, Сірак'юс, Нью-Йорк (штат)) — американський економіст та економетрист, разом з Клайвом Ґренджером удостоєний Нобелівської премії з економіки 2003 року за «аналіз економічних часових рядів із дисперсією, що змінюється з часом (англ. ARCH models)». Професор Нью-йоркського університету. Директор інституту волатильності, президент Товариства фінансової економетрії, консультант інвестиційного банку Morgan Stanley та прем'єр-міністра Об'єднаних Арабських Еміратів. Експерт з економетрії та економічної статистики.

## Біографія
Сім'я Енґелів походила з квакерів(християнська протестантська секта), які емігрували з Кембриджа до Америки в 17 столітті. Дід Роберт Фрай Енґл володів готелем на околицях Джерсі. Проте батько Роберта не любив займатись готельним бізнесом, він любив мореплавство і вигравав чимало запливів. Отримав доктора філософії з хімії в Корнельському університеті. Обидвоє батьків Роберта виросли в Філадельфії. Роберт Фрай ІІІ був першою дитиною в сім'ї Енґлів, в нього було ще дві сестри близнючки.
Енгл почав вивчати економіку у Нью-Йоркському університеті після отримання диплома бакалавра та магістра з фізики (Коледж Вільямс), що сильно вплинуло на його подальшу наукову кар'єру. Використовуючи складні методи економіко-статистичного аналізу, вчений постійно перевіряє результати своїх досліджень на практиці, неначе фізик, який тестує нові моделі.
Висока обізнаність Енгла у математиці допомогла йому досягти багатьох вершин у фінансовій економетрії, аналізі часових рядів та ризик-менеджменті.
На початку кар'єри учений працював у Бюджетному бюро, яке очолював майбутній директор ЦРУ Джон Дейч. Енгл готував федеральні бюджетні програми та оптимізовував транспортні витрати.
Пізніше у Массачусетському технологічному інституті Енгл займався урбаністичною економікою. Зокрема, дослідник брав участь в проекті реконструкції Бостона.
Зрозумівши, що йому більше подобається економетрія, Енгл переїхав працювати до ноствореного Каліфорнійського університету в Сан-Дієго. Там разом з колегою — нобелівським лауреатом Клайвом Гренджером — він зробив важливі відкриття.
У 1979 році, обмірковуючи концепцію інфляційних очікувань Мілтона Фрідмана, Енгл припускає, що невизначеність щодо майбутніх цін може змінюватись з часом. Висока невизначеність щодо майбутньої інфляції може загрожувати рецесією, оскільки компанії в такі часи бояться інвестувати, а населення скорочує споживання.
Для прогнозування періодів з високою невизначеністю, які циклічно змінюють періоди затишшя на ринку, вчений розробив модель ARCH, яка розшифровувалася як «модель авторегресивної умовної гетероскедастичності».
Пізніше Енгл з послідовниками не раз вдосконалював винайдений інструмент для точнішого прогнозування коливань найрізноманітніших економічних показників.

## Значення досліджень
Модель ARCH та її численні варіації зайняли достойне місце в арсеналі не лише вчених, але й фінансових аналітиків, які використовують її для оцінки вартості акцій та ризиків портфельних інвестицій. Наприклад, розрахунок майбутньої волатильності відіграє ключову роль у визначенні цін на опціони та фінансові деривативи.
З 1996 року міжнародні Базельські угоди передбачають обов'язкову оцінку ризиків центробанками банківських активів. Відтак, модель Енгла стала незамінним інструментом регулювання і контролю адекватності банківського капіталу. Також моделі Енгла застосовуються при вивченні інфляції, ВВП та валютного курсу.
На основі його досліджень створені такі інноваційні статистичні методи, як ARCH-моделювання, коінтеграція, взаємопов'язані спектральні регресії. Вчений опублікував понад сто наукових статей і 3 книжки.

## Персональне життя
Одружен з Маріанною Еґер, донькою Едіт Єви Еґер.